# Bradycellus insulus
Bradycellus insulus är en skalbaggsart som beskrevs av Thomas Casey. Bradycellus insulus ingår i släktet Bradycellus och familjen jordlöpare. Inga underarter finns listade i Catalogue of Life.